# Открытый чемпионат Германии по теннису среди мужчин 2007
Открытый чемпионат Германии среди мужчин 2007 года — 101-й розыгрыш ежегодного профессионального теннисного турнира среди мужчин, проводящегося в немецком городе Гамбург и являющегося частью тура ATP в рамках серии Мастерс. Турнир прошёл с 14 по 20 мая. Соревнование продолжало околоевропейскую серию грунтовых турниров, подготовительную к Ролан Гаррос.
Прошлогодние победители:
- в одиночном разряде —  Томми Робредо
- в парном разряде —  Кевин Ульетт и  Пол Хенли

## Соревнования

### Одиночный турнир
Роджер Федерер обыграл  Рафаэля Надаля со счётом 2-6, 6-2, 6-0.
- Федерер выигрывает 3-й титул в сезоне и 48-й за карьеру в основном туре ассоциации.
- Надаль уступает 1-й финал в сезоне и 4-й за карьеру в основном туре ассоциации.

### Парный турнир
Боб Брайан /  Майк Брайан обыграли  Кевина Ульетта /  Пола Хенли со счётом 6-3, 6-4.
- Боб выигрывает 6-й титул в сезоне и 39-й за карьеру в основном туре ассоциации.
- Майк выигрывает 6-й титул в сезоне и 41-й за карьеру в основном туре ассоциации.